# Zlati zob
Zlati zob je mladinski pustolovski roman slovenskega pisatelja in alpinista Tadeja Goloba. Ilustriral ga je znani slovenski risar stripov in ilustrator Ciril Horjak. Roman je izšel leta 2011 s finančno podporo Javne agencije za knjigo RS v Ljubljani, pri založbi Mladinska knjiga.

## Vsebina
Peter, Tomaž in njegova sestra Tina se med poletnimi počitnicami odpravijo v Log pod Mangartom, od koder se nameravajo odpravit preplezat Loško steno. Pri štopanju sredi naliva v Kranjski Gori spoznajo Franka, ki jih  s starim kombijem pelje v Log. V vaški gostilni spoznajo Frankovega starega očeta. Ta jim pove za zaklad, ki naj bi ga davno s prijateljem Mlekužem skrila v eno od votlin pod Briceljkom. Trije prijatelji se naslednje jutro odpravijo v steno in med potjo srečajo gamsa. Vrnejo se domov v Ljubljano, vendar zaklad Tomažu in Petru ne da miru, zato se odločita poizkusiti še enkrat in poiskati votlino z zakladom, imenovano Zlati zob. Pridruži se jima Franko in ponovno se podajo v steno, kjer pa jih čakajo veliko večje pustolovščine in dogodivščine, kot so si predstavljali ...

## Zbirka
Knjiga je izšla v knjižni zbirki Sinji galeb.

## Izdaje in prevodi
Prva slovenska izdaja iz leta 2011 (COBISS)

## Priredbe
Po romanu je bil posnet tudi kratek film, v katerem nastopata tudi avtor knjige Tadej Golob in ilustrator Ciril Horjak.